# Der letzte Bulle

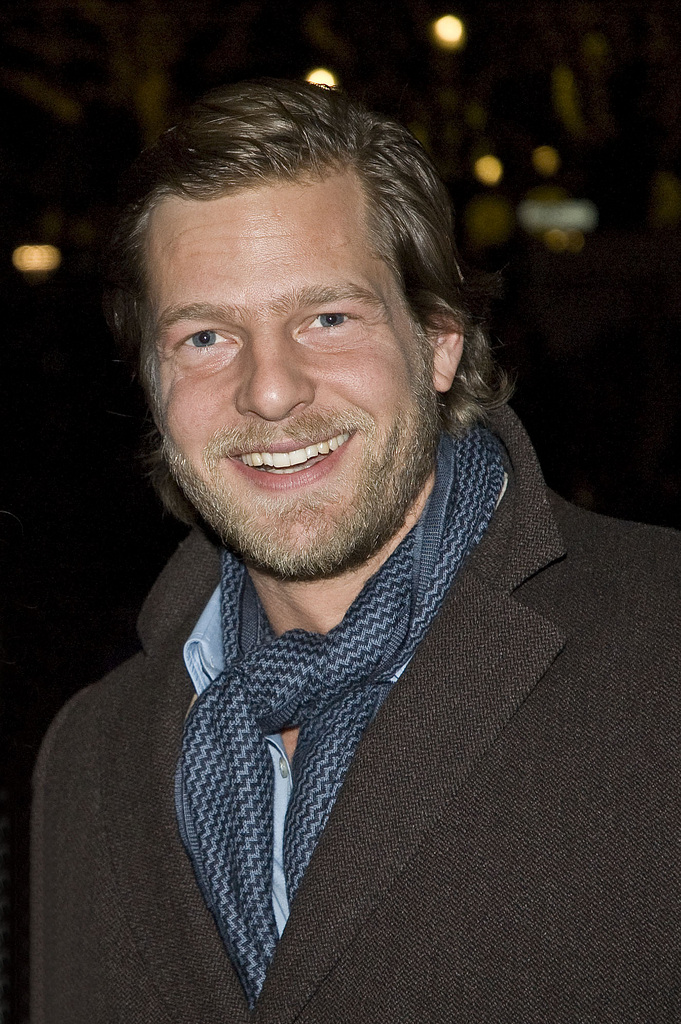
Henning Baum spielte die Hauptrolle des Mick Brisgau

Der letzte Bulle ist eine deutsche Fernsehserie, die aus 60 Folgen in fünf Staffeln besteht und vom 12. April 2010 bis zum 2. Juni 2014 auf Sat.1 ausgestrahlt wurde. Die Handlung spielt in Essen, während der fünften Staffel auch zu einem großen Teil in Köln. 2019 wurde eine Kinofassung der Serie veröffentlicht.
Im Januar 2025 wurde die Fortsetzung nach 11 Jahren bekannt gegeben.

## Handlung
Der Essener Polizist Michael „Mick“ Brisgau liegt durch einen im Einsatz erlittenen Kopfschuss im Koma. Als er nach 20 Jahren aufwacht, muss er feststellen, dass sich so einiges verändert hat.
Als Liebling der Medien darf er wieder im Polizeidienst aktiv werden und genießt gewissermaßen Narrenfreiheit, da er als Macho der alten Schule seine Fälle unkonventionell altmodisch in Angriff nimmt. Sein Vorgesetzter und ehemaliger Partner Martin Ferchert hat ihm als Ausgleich den nüchternen jungen Kontrollmenschen Andreas Kringge als Gegenpol zugewiesen, während sich die Polizeipsychologin Tanja Haffner ganz andere Sorgen um Brisgau macht. Da sich dessen Frau Lisa nach fünf Jahren des Ausharrens von ihm getrennt hat und nun mit Roland Meisner, dem Rechtsmediziner der Polizeidienststelle, zusammen ist, sind die Konfrontationen bereits vorgezeichnet. Darüber hinaus kennt Brisgau seine inzwischen erwachsene Tochter Isabelle nur als Baby im Alter von sechs Monaten.
Bei Brisgaus Umgang mit den Alltäglichkeiten des 21. Jahrhunderts fällt zum einen seine unbekümmerte Naivität und zum anderen sein Pragmatismus auf. DNS, Feng-Shui, CDs, Internet, Suchmaschinen und Navigationssysteme sind ihm ebenso ein Gräuel wie die Vorstellung, dass Fußball (Episode 8, Das Runde muss in das Eckige) etwas für Frauen und Wellness etwas für Männer (Episode 10, Gepflegter Tod) sei.

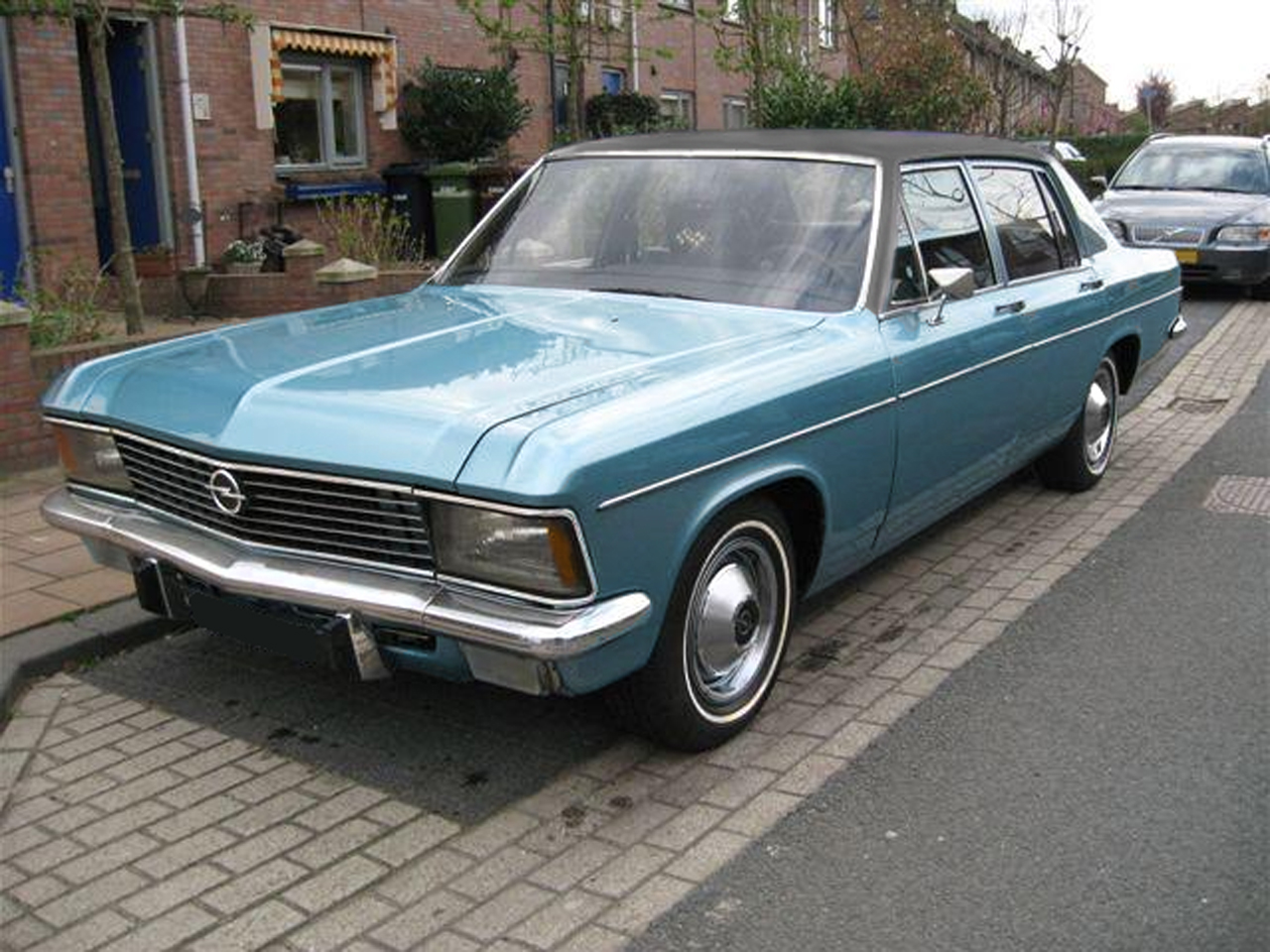
Mick bevorzugt einen großen Opel als Dienstwagen: den Diplomat B, Baujahr 1977

Er kompensiert dies zum Teil damit, dass er konsequent seine seinerzeit erlernten Methoden beibehält und sich im Rahmen der Möglichkeiten auch damit durchsetzen kann. Nach außen drückt er dies u. a. damit aus, dass er sich seinen alten 1977er Opel Diplomat B wiederbeschafft hat und als Dienstwagen nutzt.
Im Laufe der Zeit raufen sich Brisgau und Kringge allmählich zusammen und werden Freunde.

## Ausstrahlung und Einschaltquoten
Der letzte Bulle startete am 12. April 2010 mit einer Gesamtreichweite von 2,99 Millionen Zuschauern, was 9,2 % Marktanteil bedeutete und leicht unterhalb des Sat.1-Senderschnitts lag. Bei der werberelevanten Zielgruppe der 14- bis 49-Jährigen wurden zum Auftakt 1,68 Millionen Zuschauer gemessen, was einen für Sat.1 überdurchschnittlichen Zielgruppen-Marktanteil (MA) von 13,2 % bedeutete. Nach geringen Verlusten bei der Ausstrahlung der zweiten Folge konnte sich die Serie bis zum Staffelfinale kontinuierlich steigern. Mit der zwölften Folge wurden die besten Quoten aller Folgen der ersten Staffel gemessen. Insgesamt sahen 3,41 Millionen zu (MA: 11,5 %), bei den 14- bis 49-Jährigen 1,77 Millionen (MA: 15,7 %). Die dreizehn Folgen wurden insgesamt von durchschnittlich 3,03 Millionen Zuschauern verfolgt, was einen Marktanteil von 10,1 % bedeutet; in der Zielgruppe schalteten durchschnittlich 1,58 Millionen Zuschauer ein, was im Schnitt zu einem Marktanteil von 13,7 % führte.
Der Start der zweiten Staffel am 14. März 2011 erreichte mit 4,09 Millionen Zuschauern (MA: 11,7 %) und 2,11 Millionen Zielgruppenzuschauern (MA: 15,3 %) die bis dahin besten Werte.
Erst nach dem Start der zweiten Staffel in Sat.1 begann der ORF am 31. Mai 2011 mit der Ausstrahlung der ersten Staffel auf ORF eins. Gesendet wurde am Dienstag erst gegen 22:00 Uhr, weshalb eine Zahl von über 370.000 Zuschauern einer recht guten Quote entspricht.
Seit dem 19. März 2012 wird die Serie unter dem Titel Mick Brisgau, le come-back d'un super flic in Frankreich ausgestrahlt. Die synchronisierte Fassung läuft im Nachmittagsprogramm der Sender Direct 8 und France3.
Seit Juli 2012 wird die Serie unter dem Titel Last Cop – L’ultimo sbirro, ebenfalls synchronisiert, im italienischen Fernsehen ausgestrahlt.
Aufgrund der zufriedenstellenden Einschaltquoten der zweiten Staffel gab Sat.1 eine dritte Staffel in Auftrag, die ab dem 6. Februar 2012 auf Sat.1 ausgestrahlt wurde.
Am 3. Mai 2012 kündigte Sat.1 die Produktion einer vierten Staffel an, deren Ausstrahlung vom 21. Januar 2013 bis zum 22. April 2013 zu sehen war. Die fünfte Staffel wurde am 9. April 2013 angekündigt, ab dem 24. April 2014 wurde sie auf Sat.1 emotions erstmals ausgestrahlt. Davor wurde sie schon in der Lichtburg Essen gezeigt.

## Besetzung
Zeitleiste
● Hauptrolle, (N) Nebenrolle, (G) Gastrolle
| Rolle                  | 1 | 2   | 3 | 4   | 5   |
| ---------------------- | - | --- | - | --- | --- |
| Michael „Mick“ Brisgau | ● | ●   | ● | ●   | ●   |
| Andreas Kringge        | ● | ●   | ● | ●   | ●   |
| Martin Ferchert        | ● | ●   | ● | ●   | ●   |
| Tanja Haffner          | ● | ●   | ● | ●   |     |
| Dr. Roland Meisner     | ● | ●   | ● | ●   | ●   |
| Uschi Nowatzki         | ● | ●   | ● | ●   | ●   |
| Lisa Brisgau           | ● | (G) |   |     |     |
| Isabelle Brisgau       | ● | (G) |   | (N) | (N) |

### Hauptbesetzung
| Rolle                  | Schauspieler            | Staffel  | Folgen                         | Bemerkungen |
| ---------------------- | ----------------------- | -------- | ------------------------------ | --- |
| Michael „Mick“ Brisgau | Henning Baum            | 1–5      | 1–60                           | Kriminalhauptkommissar, wurde vor 20 Jahren ins Koma geschossen; in Staffel 5 wenige Tage Streifenpolizist, anschließend beim privaten Sicherheitsdienst „Ruhrsafe-Security“ |
| Andreas Kringge        | Maximilian Grill        | 1–5      | 1–60                           | Kollege von Mick; in Staffel 5 beim LKA |
| Martin Ferchert        | Helmfried von Lüttichau | 1–5      | 1–60                           | Leiter der Mordkommission, in Staffel 3 Leiter der Pressestelle; seit Staffel 4 wieder Leiter der Mordkommission; in Staffel 5 in der Politik tätig                          |
| Tanja Haffner          | Proschat Madani         | 1–4      | 1–43, 45–52                    | Polizeipsychologin, in Staffel 3 Leiterin der Mordkommission; seit Staffel 4 wieder Polizeipsychologin. Nach Ende der vierten Staffel wandert sie nach Argentinien aus.      |
| Dr. Roland Meisner     | Robert Lohr             | 1–5      | 1–60                           | Rechtsmediziner, großer Konkurrent von Mick, war mit seiner Ex-Frau zusammen; nach Ende der 4. Staffel selbständig mit seiner Firma „Meisner Technology“.                    |
| Uschi Nowatzki         | Tatjana Clasing         | 1–5      | 1–60                           | Besitzerin von Micks Stammkneipe, gute Freundin von Mick, Andreas, Tanja und Roland. Lebensgefährtin von Martin.                                                             |
| Lisa Brisgau           | Floriane Daniel         | 1–2      | 1–14                           | Ex-Frau von Mick; Ex-Verlobte von Meisner |
| Isabelle Brisgau       | Luise Risch             | 1–2, 4–5 | 2–15, 20, 23, 48, 55–56, 58–60 | Tochter von Mick, arbeitet als Bankkauffrau, in Staffel 5 in einer Werbeagentur                                                                                              |

### Nebenbesetzung
| Rolle                          | Schauspieler       | Staffel | Folgen       | Bemerkungen |
| ------------------------------ | ------------------ | ------- | ------------ | --- |
| Dana Kringge (geb. Riedmüller) | Karoline Schuch    | 2–4     | 24–52        | Frau von Andreas Kringge |
| Dana Kringge (geb. Riedmüller) | Julia Hartmann     | 5       | 53–60        | Frau von Andreas Kringge |
| Dr. Niklas Hold                | René Steinke       | 3       | 27–38        | ehemaliger guter Freund von Tanja |
| Christine Wegner               | Suzan Anbeh        | 3       | 28–33        | Reporterin, Schwester von Roland Meisner |
| Bernhard Schaller              | Hendrik Duryn      | 3–4     | 39–40, 50–52 | Bewährungshelfer, schoss Mick ins Koma |
| Stefanie Averdunk              | Franziska Weisz    | 4       | 43–51        | Controllerin des Finanzamtes, Affäre von Mick |
| Arno Fieber                    | Bernd Michael Lade | 4       | 44–52        | Mörder von Klaus Becker, Auftraggeber des versuchten Mordes an Mick; Entführt auf der Flucht Andreas, doch Mick spürt ihn auf und kann Andreas aus den Fängen von Fieber befreien und nimmt ihn fest. |
| Ansgar Körting                 | August Schmölzer   | 4       | 49–52        | Auftraggeber des Mordes von Klaus Becker und des versuchten Mordes an Mick. |
| Holger Brawitsch               | Mišel Matičević    | 5       | 53–54; 59    | neuer Kollege von Andreas beim LKA, wird bei einem Treffen mit Mick erschossen |
| Lutz Görnemann                 | Adam Bousdoukos    | 5       | 53–59        | neuer Kollege von Andreas beim LKA; wird von Koller erschossen. |
| Klaus Koller                   | Oliver Stokowski   | 5       | 53, 60       | Leiter des LKA (spielte in Staffel 3 „Ich sag's nicht weiter“ die Rolle des Schulleiters Abraham) |
| Udo Bickenberg                 | Jürgen Tarrach     | 5       | 53–55        | ehemaliger Kollege von Mick als Streifenpolizist |
| Vera Koller                    | Susanna Simon      | 5       | 53–60        | Frau von Klaus Koller; wird bei der Geldübergabe versehentlich von Koller getroffen und stirbt. (spielte in Staffel 4 „Spielchen spielen“ die Rolle der Inga Klein)                                   |
| Astrid Schuhmann               | Christina Hecke    | 5       | 54–60        | One-Night-Stand von Mick, wird von ihm schwanger |
| Rüdiger Bremme                 | Oliver Stritzel    | 5       | 54–60        | Nachfolgender von Koller beim LKA |
| Anja Russeck                   | Yangzom Brauen     | 5       | 55–60        | Kollegin von Andreas beim LKA |
| Robert Schoppe                 | Klaus Nierhoff     | 5       | 55–57        | Leiter der Ruhrsafe-Security, soll Mick rund um die Uhr beschäftigen |
| Erwin Brisgau                  | Paul Faßnacht      | 5       | 55–60        | Vater von Mick, Opa von Isa. Lebt in Monaco. (spielte in Staffel 1 „Das Runde muss ins Eckige“ die Rolle des Ecki Troller und in Staffel 4 „Wer zu hoch fliegt“ die Rolle des Ausbilders Koslik)      |
| Claudia Funke                  | Beate Maes         | 5       | 56–57        | wurde von Schoppe engagiert, um Mick zu beschäftigen, aber sie ist aufgeflogen (spielte in Staffel 1 „Im Schatten von Feng Schui“ die Rolle der Lavina Breuer)                                        |
| Bernhard Höthker               | Rainer Laupichler  | 5       | 59–60        | Bundesbankbeamter, dem übel mitgespielt wird |

### Gastdarsteller
| Staffel 1 |
| --- |
| - Uwe Rohde als Hacki Hackenberg (1) - Arnfried Lerche als Jürgen Berschel (1) - Max Florian Hoppe als Rainer Hackenberg (1) - Martina Eitner-Acheampong als Fr. Semmert (1) - Ania Niedieck als Frau Chamonix (1) - Axel Gottschick als Borchert (1) - Lilay Huser als Putzfrau (1) - Imke Büchel als Krankenschwester (1) - Julia Beerhold als Clara Dirks (2) - Therese Hämer als Doris Remmers (2) - Aykut Kayacık als Adil (2) - Philipp Quest als Adrian Remmers (2) - Sesede Terziyan als Handyverkäuferin (2) - Catherine Flemming als Manuel Rottmann (3) - Camilla Renschke als Yvone Kelber (3) - Tom Wlaschiha als Markus Breckwoldt (3) - Stefan Gebelhoff als Peter Schachten (3) - Jürgen Lehmann als Jonas Meyer (3) - Guido Renner als Lutz Reiter (3) - Julia Schmitt als Empfangsdame (3) - Christian Tasche als Oberarzt Sommer (4) - Sven Martinek als Thomas Schmückler (4) - Axel Schreiber als Jan Witzmann (4) - Ludger Burmann als Fleischermeister Pionkowski (4) - Judith Döker als Schwester Monika (4) - Stefan Weinert als Harry Domaschke (4) - Dirk Martens als Rick Arturo (5) - Hannes Hellmann als Uwe Breuer (5) - Thomas Kügel als Dr. Jörg Willinger (5) - Dana Golombek als Sigrun Willinger (5) - Jan Niklas Berg als Tom Willinger (5) - Beate Maes als Lavina Breuer (5) - Ezard Haußmann als Olaf Breitkamp (6) - Lilian Klebow als Sylvia Hosak (6) - Jana Hora-Goosmann als Silke Rubinski (7) - Olga von Luckwald als Neele Böckler (7) - Nicholas Bodeux als Pit Böckler (7) - Irmgard Jedamzik als Hilde (7) - Sascha Kekez als Silvio (7) - Paul Faßnacht als Ecki Troller (8) - André Röhner als Jimmy Lackner (8) - Ina Paule Klink als Julia Blume (8) - Josef Heynert als Volker Kleinert (8) - Stefanie Schmid als Gaby Maschke (8) - Tabea Willemsen als Lilli (8) - Susanne Lüning als Christine Kemp (9) - Patrick von Blume als Roman Kemp (9) - Kai Ivo Baulitz als Ben Albrecht (9) - Philipp Danne als Conny (9) - Nana Krüger als Claudia Rühle (10) - Ralph Herforth als Thomas Rühle (10) - Oliver Bootz als Ralf Sommer (10) - Milena Karas als Lo Wau (10) - Bernhard Bauer als Thomas Ambach (11) - Susanne Hoss als Anne Ambach (11) - Max Gertsch als Jochen Kranerts (11) - Jochen Kolenda als Carsten Hellbrich (11) - Melanie Blocksdorf als Ute Kranerts (11) - Rainer Sellien als Thomas Meyer (12) - Thomas Limpinsel als Arne Pohl (12) - Julia Bremermann als Claudie Meyer (12) - Dagmar Biener als Gitta (12) - Oliver Moser als Fynn Erik Kleinfeld (12) - Tessa Mittelstaedt als Sophie Palmer (13) - Vanessa Radmann als Irina Nazaref (13) - Waldemar Kobus als Lars Reuter (13) - Falk Rockstroh als Wolfgang Barsch (13) - Julia Brendler als Marie Caspari (13) |
| Staffel 2 |
| - Jochen Nickel als Tobias Henf (1) - Guntbert Warns als Jürgen Tamm (1) - Nadine Brandt als Maike Tamm (1) - Thomas Scharff als Markus Wollert (1) - Stefanie Höner als Heike Jästers (1) - Caroline Beil als Beate Kampmann (2) - Robert Schupp als Joachim Falz (2) - Alexandra von Schwerin als Annegret Falz (2) - Josephine Schmidt als Cordula Lange (2) - Thomas M. Held als Fabio Mettazi (2) - Claudelle Deckert als Nadja Saizewa (2) - Mickey Hardt als Rene (2) - Katy Karrenbauer als Rita Fiedler (3) - Michael Lott als Falko Schlosser (3) - Hubertus „Hugo“ Grimm als Max Sonnenberg (3) - Sonja Baum als Karin Holz (3) - Sonja Kirchberger als Gabi Kringge (4) - Tobias Schenke als Tobias Brandt (4) - Dirk Borchardt als Peter Jordanis (4) - Elmira Rafizadeh als Claire Weber (4) - Helmut Zierl als Günther Glaser (4) - Susanne Michel als Eva Glaser (4) - Peter Fieseler als Christian Siebert (5) - Daniela Wutte als Jana Siebert (5) - Wolfgang Wagner als Erik Hansen (5) - Olivia Augustinski als Silke Hansen (5) - Sebastian Bender als Rasmus Hansen (5) - Heio von Stetten als Bernd Neumeister (5) - Stephan Grossmann als Stefan Gormann (5) - Götz Schubert als Eberhard Hauptmann (6) - Andreas Pietschmann als Erik Schwertfeger (6) - Simon Eckert als Holger Roth (6) - Barbara Lanz als Nina Hummel (6) - Felix Vörtler als Jochen Naumilkat (6) - Nicola Ransom als Anja Wundrack (6) - Jockel Tschiersch als Hagen Schuhmann (7) - Dana Geissler als Eva Schuhmann (7) - Udo Kroschwald als Heinz Schäfer (7) - Marie Rönnebeck als Tamara Rüttgen (7) - Ronald Zehrfeld als Bodo Romanski (8) - Nicole Marischka als Steffi Durek (8) - Ulrike C. Tscharre als Beate Struwe (8) - Daniel Roesner als Berndt Fischer (8) - Hildegard Schroedter als Anneliese Kupp (8) - Jürgen Mikol als Boris Danubius (8) - Dietrich Hollinderbäumer als Berthold von Baranki (9) - Sophia Thomalla als Sonia von Baranki (9) - Nina Bott als Maria Zakel (9) - Xaver Hutter als Lienhard Kröb (9) - Matthias Schloo als Nikolaus Berg (9) - Nadeshda Brennicke als Silke Reiss (10) - Matthias Klimsa als Oliver Köster (10) - Peter Benedict als Udo Bolt (10) - Walter Gontermann als Herr Reiss (10) - Michael Rotschopf als Jochen Waidbrot (11) - Kirsten Block als Wanda Mittenzwey (11) - Michael A. Grimm als Thomas Mühsam (11) - Karoline Teska als Lisbeth 'Lizzy' Gerber (11) - Reiner Schöne als John Kirsch (11) - Kerstin Gähte als Frau Kirsch (11) - Jasmin Tabatabai als Iris Sauke (12) - Anja Kruse als Linda von Ahrensburg (12) - Wanja Mues als Thomas von Ahrensburg (12) - Anna Hausburg als Marie Silber (12) - Jan Hahn als Polizeioberkommissar (12) - Doris Schretzmayer als Karin Wannstedt (13) - Heikko Deutschmann als Alfred Wannstedt (13) - Michael Brandner als Rolf Ziller (13) - Brigitte Janner als Rita Kowalski (13) - Bernd Tauber als Georg Schrubka (13) - Dorothea Walda als Oma Schlonzek (13) - Angelika Milster als Gisela (13) |
| Staffel 3 |
| - Steffen Groth als Karsten Wollmer (1) - Marlon Kittel als Kevin Schmitz (1) - Michael Ginsburg als Christian Ewert (1) - Liane Forestieri als Lara Herz (1) - Ursula Buschhorn als Frau Lohmann (1) - Charlotte Schwab als Cordula Tipp (2) - Florian Fitz als Rasmus Schweizer (2) - Nicki von Tempelhoff als Dr. Wolfgang Klein (2) - Charlotte Bohning als Karin Klein (2) - Anna Bertheau als Anna Mehring (2) - Miranda Leonhardt als Fiona Mehring (2) - David C. Bunners als Thomas Friedrich (3) - Sabrina White als Anja Friedrich (3) - Diana Staehly als Kathrin Friedrich (3) - Christoph Grunert als Philipp Henke (3) - Steffen Münster als Verleger Senft (3) - Nick Julius Schuck als Vincent Friedrich (3) - Oliver Mommsen als Markus Rietz (4) - Michael Kessler als Horst Lubky (4) - Max Herbrechter als Jürgen Wolter (4) - Carolina Vera Squella als Marie Franke (5) - Janek Rieke als Klaus Hentschel (5) - Florentine Lahme als Anita Beneke (5) - Matthias Komm als Dietmar Schumacher (5) - Mathieu Carrière als Henri Durand (6) - Golo Euler als Daniel Wesselburg (6) - Kerstin Landsmann als Dr. Clara Winter (6) - Tim Morten Uhlenbrock als Torben Simmering (6) - Guido Renner als Werner (6) - Stefan Jürgens als Rudi Moos (7) - Friederike Kempter als Mimi Moos-Malinowski (7) - Gerhard Garbers als Adolf Hoecker (7) - Horst Janson als Hannes Kampeter (7) - Anna Julia Kapfelsperger als Jeanette Wundrak (7) - Luca Maric als Branko Palic (7) - Julia Richter als Susi Zinsmeister (8) - Manou Lubowski als Holger Hackermann (8) - Kai-Peter Malina als Moritz Seehagen (8) - Heike Thiem-Schneider als Carola Seehagen (8) - Tim Wilde als Florian Schuster (8) - Elena Uhlig als Caroline Hillebrecht (9) - Götz Otto als Falk Schröter (9) - Hansa Czypionka als Ralph Haas (9) - Bülent Sharif als Ardif Menczuk (9) - Kristina Walter als Nachbarin (9) - Henriette Richter-Röhl als Patrizia von der Lahn (10) - Bert Tischendorf als Robert Wilms (10) - Janina Flieger als Ulrike Wilms (10) - Remo Schulze als Tobias Sommer (10) - Nele Kiper als Claudia Schiefer (10) - Heinz Hoenig als Kurt Heinziger (11) - Anna Schudt als Carmen Wieder (11) - Johannes Brandrup als Thilo von Straten (11) - Theresa Berlage als Marion Schill (11) - Marian Meder als Heiko Molz (11) - Stefan Lampadius als Herr Schulze (11) - Sonja Kirchberger als Gabi Kringge (12) - Oliver Stokowski als Michael Abraham (12) - Sonsee Neu als Petra Cordt (12) - Ludwig Trepte als Simon Hertel (12) - Nina Kronjäger als Ursula Hertel (12) - Nadia Hilker als Romy Weidner (12) - Amrei Haardt als Mila (12) - Vivien Wulf als Rosa (12) - Luise Bähr als Silke Wieland (13) - Andreas Schmidt-Schaller als Ralf Rothstein (13) - Teresa Harder als Marina Rothstein (13) - Edita Malovčić als Jana Pacht (13) - David Hürten als Frank (13) |
| Staffel 4 |
| - Daniel Zillmann als Volker Lammerich (1) - Andreas Windhuis als Herr Möller (1) - Hansjürgen Hürrig als Schultheiss (1) - Oliver K. Wnuk als Ulrich Huberty (2) - Kirstin Hesse als Tina Huberty (2) - Dietrich Mattausch als Ottmar Gräber (2) - David Rott als Ingo Gräber (2) - Us Conradi als Henriette Kamin (2) - Christian Blümel als Dominik Pirwitz (2) - Dirk Martens als Dr. Matthias Schatz (3) - Nike Fuhrmann als Susanne Richter (3) - Katja Liebing als Leonie Teller (3) - Sascha Laura Soydan als Dr. Taaraa Mahdavi (4) - Anna von Berg als Ellen Kuschel (4) - Simon Licht als Rapsberger (4) - Thomas Arnold als BKA-Beamter (4) - Henning Peker als Kurt Bölling (5) - Patrick Heyn als Jens Zöller (5) - Michael Schenk als Heinz Russek (5) - Lotte Ohm als Petra Russek (5) - Michael Starkl als Jochen Hanke (5) - Beate Abraham als Hilde (5) - Ulrike Bliefert als Martha (5) - Norbert Heisterkamp als Schutzgelderpresser (5) - Vladimir Burlakov als Marcel Köhne (6) - Emilia Schüle als Julia Brinkmann (6) - Heike Trinker als Iris Brinkmann (6) - Martin Umbach als Heiner Gerlach (6) - Laura Osswald als Vanessa Gerlach (6) - Andreja Schneider als Marianne Gerlach (6) - Christoph Letkowski als Henry Glanert (6) - Martin Armknecht als Dr. Stephan Brügge (7) - Christine Sommer als Gudrun Brügge (7) - Sebastian Kroehnert als Frank-Maria Schneider (7) - Anne Bolik als Dorothea Olga Krawcik (7) - Steve Windolf als Ron Hubertus (7) - Claudia Hiersche als Frau Schmidt (7) - Lara-Isabelle Rentinck als Edith Sunny (7) - Paul Faßnacht als Holger Koslik (8) - Catrin Striebeck als Thea Kiesling (8) - Irina Potapenko als Katrin Weiss (8) - Marc Rissmann als Lars Berger (8) - Antonio Wannek als Horst Wollny (9) - Andreas Guenther als Rolf Potowiak (9) - Ingo Naujoks als Georg Malluf (10) - Moritz von Zeddelmann als Jürgen Malluf (10) - Angelika Bartsch als Elsbeth Lubczeck (10) - Paula Schramm als Nina Lubczeck (10) - Sascha Nathan als Toni Barsch (10) - Oliver Muth als Bergmann (10) - Tobias Licht als Thomas Inck (11) - Florence Kasumba als Denise Mokaba (11) - Stephan Kampwirth als Thorsten Diekmeier (11) - Jan Henrik Stahlberg als Staatsanwalt Middelhaus (11) - Michael Dierks als Innenarchitekt Kukatz (11) - Bernhard Schütz als Finanzhai Schneider (11) - Annette Frier als Daniela 'Danni' Lowinski (12) - Katharina Wolfert als Annika Seifert (12) - Horst Günter Marx als Mark Seifert (12) - Roman Knižka als Sebastian Bergmann (12) - Sven Gielnik als Julian Zoller (12) - Max Riemelt als Dennis Paschmann (13) - Aglaia Szyszkowitz als Tatjana Maurer (13) - Mira Bartuschek als Rebecca Numbke (13) - Marc Ben Puch als Jens Numbke (13) - Jörg Moukaddam als Viktor Koll (13) |
| Staffel 5 |
| - Julia Irmen als Streifenpolizistin Julia (1) + (3) - Antje Mairich als Autofahrerin (1) - Michael-Che Koch als Kaufhausdetektiv (1) - Ela Paul als Janina (2) - Peter Clös als Jakub (3) + (4) - Stefan Lampadius als Priester (3) + (4) - Martina Eitner-Acheampong als Evi (4) + (5) - Karolina Lodyga als Irina (4) - Simon Licht als Yachtverkäufer (4) - Dagmar Sachse als Oberschwester Kerstin (5) |

## Regie
| Regisseur(in)       |
| ------------------- |
| Sophie Allet-Coche  |
| Florian Froschmayer |
| Michael Kreindl     |
| Thomas Nennstiel    |
| Dennis Satin        |
| Zoltan Spirandelli  |
| Peter Stauch        |
| Sebastian Vigg      |
| Michael Wenning     |

## Trivia
- In Episode 4 mit dem Titel Nachtschicht zählt der DJ einer Party im Restaurant „Vesuvio“ in einem Streitgespräch mit dem Gastgeber verschiedene (seiner Meinung nach) große Fernsehserien von früher auf, unter anderem Der Clown. Schauspieler Sven Martinek, der den DJ in dieser Folge verkörpert, war Hauptdarsteller dieser Serie, die Ende der 90er gedreht wurde.
- In Episode 26 mit dem Titel Die verpasste Chance führen die Ermittlungen im aktuellen Mordfall Brisgau und Kringge in ein Stahlwerk. Der dort gesuchte Mann verrichtet seine Arbeit laut Auskunft des anwesenden Betriebsrats Ziller in „Sektor 7G“. Dort befindet sich in der US-Zeichentrickserie Die Simpsons seit jeher der Arbeitsplatz von Sicherheitsinspektor Homer Simpson.
- In Episode 31 mit dem Titel Nymphen und Don Juans wird Mick von seinem Kollegen Andreas aufgrund seiner verdeckten Ermittlungen in einer Sextherapie-Gruppe „Mister Undercover Love“ genannt. Im Film Undercover Love von 2010 spielt Henning Baum die Hauptrolle des Johannes Müller.
- In Episode 44 mit dem Titel Unsere kleine Straße ist im Hintergrund der Song We belong together von Randy Newman zu hören. Dieser Song gehört zum Soundtrack des Trickfilms Toy Story 3.
- In Episode 47 mit dem Titel Wer zu hoch fliegt wird eine junge Polizeischülerin ermordet. Als Brisgau und Kringge die Akademie im Rahmen ihrer Ermittlungen aufsuchen, ist im Hintergrund die Titelmusik der US-Spielfilmreihe Police Academy, komponiert von Robert Folk, zu hören.
- In Episode 51 mit dem Titel Romeo und Julia kommt es zu einem Crossover mit der Serie Danni Lowinski. Danni fährt auf dem Fahrrad am Abend durch ein Essener Wohngebiet und trifft auf Mick Brisgau und Andreas Kringge, die beiden Hauptfiguren der Serie. Mick Brisgau stellt seinem Kollegen Danni Lowinski als seine Anwältin vor.
- Parallel zu den Folgen der vierten Staffel wurden auf der Sender-Homepage kurze Trickfilme zur Serie veröffentlicht. In diesen Cartoons wird Micks Leben in den 80er Jahren beschrieben, beginnend mit seinen ersten Monaten bei der Kriminalpolizei, bis zu seinem Sturz ins Koma. Henning Baum fungierte hierbei als Erzähler der Geschichten.
- Im Februar 2013 erschien mit Blutwurstblues das erste offizielle Buch zur Serie. Es wurde von Stefan Scheich geschrieben, dem Autor der Serie.

## Kritik
„… Zusammenfassend ist ‚Der letzte Bulle‘ aber immerhin eine halbwegs unterhaltsame und dank des Hauptdarstellers Henning Baum auch immer wieder charmante Krimiserie, der man ruhig eine Chance geben kann. Ein großer Publikumserfolg wird sie aber wohl kaum werden, dafür ist sie zu gewöhnlich und blass.“

„… Der Harte und der Zarte sind ein prima Gespann; auch wenn die Kriminalfälle, die die beiden zu lösen haben, ein bisschen schwach sind. Zum Ausgleich gibt es ganz viel Musik aus den Achtzigern.“

## DVD-Veröffentlichung
Bereits vor der Ausstrahlung der letzten beiden Episoden veröffentlichte Sat.1 am 23. Juli 2010 in Zusammenarbeit mit Sony Music und Merchandising Media eine DVD-Box der ersten Staffel mit allen 13 Episoden. Die Box beinhaltet drei DVDs mit einer Gesamtlauflänge von ca. 570 Minuten.
Seit dem 17. Juni 2011 ist auch die zweite Staffel mit allen 13 Episoden auf DVD erhältlich. Hier erfolgte die Veröffentlichung vor Ausstrahlung der letzten Episode. Die dritte Staffel ist am 25. Mai 2012 auf DVD veröffentlicht worden. Die drei ersten Staffeln sind seit dem 23. November 2012 als Box mit neun DVDs erhältlich. Die vierte Staffel erschien am 24. Mai 2013 auf DVD in Deutschland. Die komplette fünfte Staffel wurde am 30. Mai 2014 veröffentlicht.

## Adaptionen im Ausland
Der Kabelsender TNT gab im Mai 2013 eine Pilotfolge für eine US-amerikanische Neuverfilmung der deutschen Serie in Auftrag. Die Serie, die den Arbeitstitel The Last Cop trägt, verlagert die Handlung nach Los Angeles und zeigt den Polizisten Mick Branigan, der in den 1990er Jahren ins Koma fiel, nach 20 Jahren erwacht und dann zum LAPD zurückkehrt. Der Pilot wurde von Fuse Entertainment und den Fox Television Studios für den Sender TNT koproduziert.
Zu einer Serienbestellung kam es nicht.
Auch der französische Fernsehsender TF1 gab bekannt, die Serie unter dem Namen Falco erneut verfilmen zu wollen, nachdem bereits mehrere andere französische Sender das Original unter dem Titel Mick Brisgau ausgestrahlt hatten. Die Ausstrahlung der ersten aus sechs Episoden à 52 Minuten bestehenden Staffel begann am 20. Juni 2013. Bereits am 5. Juli 2013 wurde die Serie um eine zweite Staffel verlängert. Im Jahre 2014 wurde die Serie um eine zwölfteilige dritte Staffel verlängert, deren Ausstrahlung im Jahre 2015 geplant war.
Der japanische Privatsender NTV hat im April 2015 bekanntgegeben, dass es unter dem Namen The last Cop ラストコップ eine japanische Version geben wird, die zunächst über Hulu Japan zu sehen sein wird. Etwas später wird die Serie dann im linearen TV ausgestrahlt.
Zurzeit läuft die Serie auch im spanischen Sender Aragon.tv unter dem Namen El ultimo poli duro („der letzte harte Polizist“).
Der tschechische Sender Prima verfilmte die Serie 2016 unter dem Namen Polda.

## Verfilmung
Am 7. November 2019 kam ein Spielfilm mit gleichem Titel wie die TV-Serie mit Henning Baum in der Hauptrolle in die deutschen Kinos.

## Auszeichnungen
- 2010: nominiert für die Goldene Kamera 2010 in der Kategorie bestes Ermittlerduo[24]
- 2011: Bayerischer Fernsehpreis an Henning Baum in der Kategorie Bester Hauptdarsteller Serie sowie an die Autoren Stefan Scheich und Robert Dannenberg
- 2011: Nominierung für den Deutschen Fernsehpreis 2011 in der Kategorie Beste Serie
- 2012: Deutscher Fernsehpreis 2012 in der Kategorie Beste Serie
- 2014: Jupiter in der Kategorie Beste deutsche TV-Serie
- 2015: Auszeichnung der Gewerkschaft der Polizei (GdP) Hessen – Kreisgruppe Kassel – mit dem GdP-Stern für seine menschliche Darstellung der Polizistenfigur Mick Brisgau